# Jürgen Erfurt
Jürgen Erfurt (* 30. Mai 1954 in Arnstadt) ist ein deutscher Romanist und Sprachwissenschaftler. Er ist Professor am Institut für Romanische Sprachen und Literaturen an der Goethe-Universität Frankfurt am Main.

## Biografie
Erfurt studierte von 1973 bis 1977 Romanistik und Sprachwissenschaft (Französisch, Rumänisch, Spanisch) an der Karl-Marx-Universität Leipzig. Nach einem Forschungsstudium der Rumänistik in Leipzig und Bukarest unter Leitung von Klaus Bochmann wurde er 1981 in Leipzig mit einer Dissertation zum Rumänischen im 19. Jahrhundert promoviert.  1985 und 1986 absolvierte er ein dreisemestriges Studium der Hochschulpädagogik. Seine 1986 verteidigte Dissertation B (Habilitation) zum Französischen war text- und diskursanalytisch ausgerichtet. Erfurt wurde 1987 als ordentlicher Dozent für französische Sprachwissenschaft an der Universität Leipzig zum Hochschullehrer berufen. In den Jahren nach 1989 war er sowohl an der Universität Leipzig als auch als Gastwissenschaftler und Gastprofessor an anderen Universitäten (Oldenburg, Erfurt, Frankfurt am Main, Essen, Tübingen) tätig, darunter von 1993 bis 1994 am Ontario Institute for Studies in Education in Toronto (Kanada). 1996 erhielt er den Ruf auf die Professur für Romanistische Linguistik an der Johann Wolfgang Goethe-Universität Frankfurt am Main, wo er seither lehrt und forscht. Erfurt war mehrfach Gastprofessor in Kanada und den USA.

## Wissenschaftliches Wirken
Erfurt veröffentlichte zahlreiche Bücher und Aufsätze zu vielen Themen der romanischen Philologie, der Soziolinguistik und der Mehrsprachigkeitsforschung. Seine Forschungsschwerpunkte erstrecken sich auf Untersuchungen zu Sprachgeschichte und Sprachwandel romanischer Sprachen, hierbei auch auf die Rolle von Schrift und Schriftlichkeit im Sprachwandelgeschehen, die Sprachpolitik in romanischsprachigen Ländern, die Herausbildung von standardsprachlichen Varietäten romanischer Sprachen, darunter die in der kanadischen Provinz Québec und der Republik Moldau. Ein weiterer Schwerpunkt liegt auf den Forschungen zur  Frankophonie, den sprachlichen Verhältnissen und der Sprachpraxis frankophoner Minderheiten in Kanada und in anderen Regionen. Für diese Untersuchungen zentral sind neben der Französischsprachigkeit die Phänomene von Mehrsprachigkeit und Migration, denen sich Erfurt in mehreren Fallstudien in Deutschland, Kanada, Frankreich und der Republik Moldau widmete. Hierbei geht er der Frage nach, mit welchen Modellen, Problemen und Konflikten das Sprachenlernen im schulischen Kontext und darüber hinaus in der sprachlichen Erziehung zu Mehrsprachigkeit verbunden ist. Schließlich sind, ausgehend von seinen Forschungserfahrungen in Kanada und in anderen romanischsprachigen Räumen, die Untersuchungen zum Problemfeld sprachlicher Mischungsprozesse sowie zur Interkulturalität und Transkulturalität zu nennen.

## Ehrungen und Auszeichnungen
- 2015 Ernennung zum Chercheur associé am “Centre de recherche en immigration, ethnicité et citoyenneté” (CRIEC) der Université du Québec à Montréal
- 1993 Verleihung des John-G.-Diefenbaker-Preises durch den Canada Council/Conseil des Arts du Canada (Ottawa).
- 1991 bis 1996 Stipendiat der Alexander von Humboldt-Stiftung (Bonn)

## Publikationen (Auswahl)
Herausgeberschaften
- Herausgebertätigkeiten
- Gründer und Mitherausgeber der Zeitschrift Grenzgänge. Beiträge zu einer modernen Romanistik, seit 1994 bis zur Einstellung der Zeitschrift 2011.
- Mitherausgeber der Zeitschrift Osnabrücker Beiträge zur Sprachtheorie (OBST) seit 1989.
- Herausgeber der 2003 gegründeten Reihe „Sprache, Mehrsprachigkeit und sozialer Wandel / Language, Multilingualism and Social Change / Langue, multilinguisme et changement social“ beim Verlag Peter Lang. Internationaler Verlag der Wissenschaften.

Bücher 
- Konstruktionsgrammatik und Mehrsprachigkeit, hrsg. von Jürgen Erfurt & Sabine De Knop, Osnabrücker Beiträge zur Sprachtheorie (OBST), Duisburg: Universitätsverlag Rhein-Ruhr (UVRR), Band 94/2019, 206 S.
- Éducation plurilingue et pratiques langagières, éd. par Jürgen Erfurt, Anna Weirich & Eloise Caporal-Ebersold. Berlin [u. a.]: Peter Lang 2018, 314 S.
- L’éducation bilingue en France: Politiques linguistiques, modèles et pratiques, éd.  par Christine Hélot & Jürgen Erfurt, Limoges: Lambert-Lucas, 2016, 664 S.
- Mehrsprachigkeit und Mehrschriftigkeit: Sprachliches Handeln in der Schule, hrsg. von Jürgen Erfurt, Tatjana Leichsering & Reseda Streb, Osnabrücker Beiträge zur Sprachtheorie (OBST), Duisburg: Universitätsverlag Rhein-Ruhr (UVRR), Band 83, 2013, 204 S.
- La francophonie. Bibliographie analytique de la recherche internationale 1980–2005, Jürgen Erfurt & Maria Amelina, Frankfurt/M. [u. a.]: Peter Lang. Internationaler Verlag der Wissenschaften 2011, 763 S.
- Elitenmigration und Mehrsprachigkeit, hrsg. von Jürgen Erfurt & Maria Amelina,  Osnabrücker Beiträge zur Sprachwissenschaft (OBST), Duisburg: Gilles & Francke, Band 75, 2008, 188 S.
- Écoles plurilingues – Multilingual Schools: Konzepte, Institutionen und Akteure. Internationale Perspektiven, hrsg. von Gabriele Budach, Jürgen Erfurt & Melanie Kunkel, Frankfurt/M. [u. a.]: Peter Lang. Europäischer Verlag der Wissenschaften 2008, 432 S.
- Standardisation et déstandardisation / Estandarización y desestandarización. Le français et l’espagnol au XXe siècle / El francés y el español en el siglo XX, éd. par Jürgen Erfurt & Gabriele Budach, Frankfurt/M. [u. a.]: Peter Lang. Internationaler Verlag der Wissenschaften 2008, 254 S.
- Frankophonie. Sprache – Diskurs – Politik. Tübingen: Francke-Verlag/UTB 2005, XVI+220 S.
- Transkulturalität und Hybridität. L’espace francophone als Grenzerfahrung des Sprechens und Schreibens, hrsg. von Jürgen Erfurt, Frankfurt/M. [u. a.]: Peter Lang. Europäischer Verlag der Wissenschaften 2005, 300 S.
- Mehrsprachigkeit und sozialer Wandel. In: Grenzgänge. Beiträge zu einer modernen Romanistik, Bd. 22/2004, 167 S.
- Mehrsprachigkeit und Migration. Ressourcen sozialer Identifikation, hrsg. von Jürgen Erfurt, Gabriele Budach & Sabine Hofmann, Frankfurt/M.[u. a.]: Peter Lang. Europäischer Verlag der Wissenschaften 2003, 259 S.
- „Multisprech“: Hybridität, Variation. Identität, hrsg. von Jürgen Erfurt, Duisburg: Gilles & Francke 2003, [Reihe: Osnabrücker Beiträge zur Sprachtheorie Bd. 65], 203 S.
- Identité franco-canadienne et société civile québécoise. Avec une introduction de Klaus Bochmann, éd. par Gabriele Budach & Jürgen Erfurt, Leipzig: Leipziger Universitätsverlag 1997, 216 S.
- Spracherwerb in Minderheitensituationen, hrsg. von Jürgen Erfurt & Angelika Redder, Osnabrücker Beiträge zur Sprachtheorie (OBST), Bd. 54/1997, 262 S.
- De la polyphonie à la symphonie. Méthodes, théories et faits de la recherche pluridisciplinaire sur le français au Canada. Ouvrage collectif sous la direction de Jürgen Erfurt, Leipzig: Leipziger Universitätsverlag, 1996, XXVI+466 S.
- Glottopolitisch initiierter Sprachwandel, Jürgen Erfurt (unter Mitarbeit von Armin Bassarak und Katrin Kaiser) [= Bd. V: Sprachdynamik. Wege zu einer Typologie sprachlichen Wandels, hrsg. von Benedikt Jeßing, 8 Bde.] Bochum: Brockmeyer 1994, 141 S.
- Sprachpolitik in der Romania. Zur Geschichte sprachpolitischen Denkens und Handelns in romanischen Ländern seit der Französischen Revolution. Eine Gemeinschaftsarbeit der Leipziger Forschungsgruppe „Soziolinguistik“: Jenny Brumme, Gerlinde Ebert, Jürgen Erfurt, Ralf Müller, Bärbel Plötner unter Leitung von Klaus Bochmann, Berlin‑New York: W. de Gruyter 1993, 528 S.
- Schriftkultur und sprachlicher Wandel, hrsg. von Jürgen Erfurt & Joachim Gessinger, Reihe: Osnabrücker Beiträge zur Sprachtheorie (OBST), Band 47, 1993, 248 S.
- Romanistik zwischen Engagement und Verweigerung, hrsg. von Klaus Bochmann &  Jürgen Erfurt, Osnabrücker Beiträge zur Sprachtheorie (OBST), Band 45, 1991, 176 S.